# Christoph Harting
Christoph Harting (4 ottobre 1990) è un discobolo tedesco, campione olimpico a Rio de Janeiro 2016.
È il fratello minore, di sei anni più giovane, del discobolo campione olimpico, mondiale ed europeo Robert Harting.

## Palmarès
| Anno | Manifestazione   | Sede           | Evento           | Risultato      | Prestazione | Note                          |
| ---- | ---------------- | -------------- | ---------------- | -------------- | ----------- | ----------------------------- |
| 2011 | Europei under 23 | Ostrava        | Lancio del disco | 5º             | 58,65 m     |                               |
| 2013 | Mondiali         | Mosca          | Lancio del disco | 13º (q)        | 62,28 m     |                               |
| 2015 | Mondiali         | Pechino        | Lancio del disco | 8º             | 63,94 m     |                               |
| 2016 | Europei          | Amsterdam      | Lancio del disco | 4º             | 65,13 m     |                               |
| 2016 | Giochi olimpici  | Rio de Janeiro | Lancio del disco | Oro            | 68,37 m     | Miglior prestazione personale |
| 2018 | Europei          | Berlino        | Lancio del disco | Qualificazione | nm          |                               |
| 2019 | Mondiali         | Doha           | Lancio del disco | 14º (q)        | 63,08 m     |                               |